# Ray Funnell
Raymond George "Ray" Funnell (Brisbane, 1 de Março de 1935) é um militar e piloto aposentado da Real Força Aérea Australiana (RAAF). Serviu como Chefe do Estado-maior da RAAF entre 1987 e 1992. Graduado do Colégio da RAAF, começou a sua carreira militar a pilotar caças a jacto CAC Sabre na Austrália e no Sudeste Asiático durante os anos 50 e 60. Entre 1972 e 1975 comandou o Esquadrão N.º 6, mandato durante o qual o bombardeiro General Dynamics F-111C entrou em serviço pela RAAF. No início dos anos 80 desempenhou várias funções de comando e chefia, e em 1986 foi promovido a Marechal do Ar, tornando-se no primeiro Vice-chefe do Estado-maior das Forças Armadas da Austrália. Nomeado Chefe do Estado-maior da RAAF em 1987, Funnell esteve de perto envolvido no desenvolvimento e disseminação da doutrina de poder aéreo. Ele retirou-se na RAAF em Outubro de 1992, depois do seu mandato como comandante da força aérea terminar. Foi o primeiro director do Colégio Australiano de Defesa e Estudos Estratégicos, entre 1994 e 1998. Desde então, tem integrado vários comités do governo federal sobre imigração e detenção.

## Início e desenvolvimento da carreia

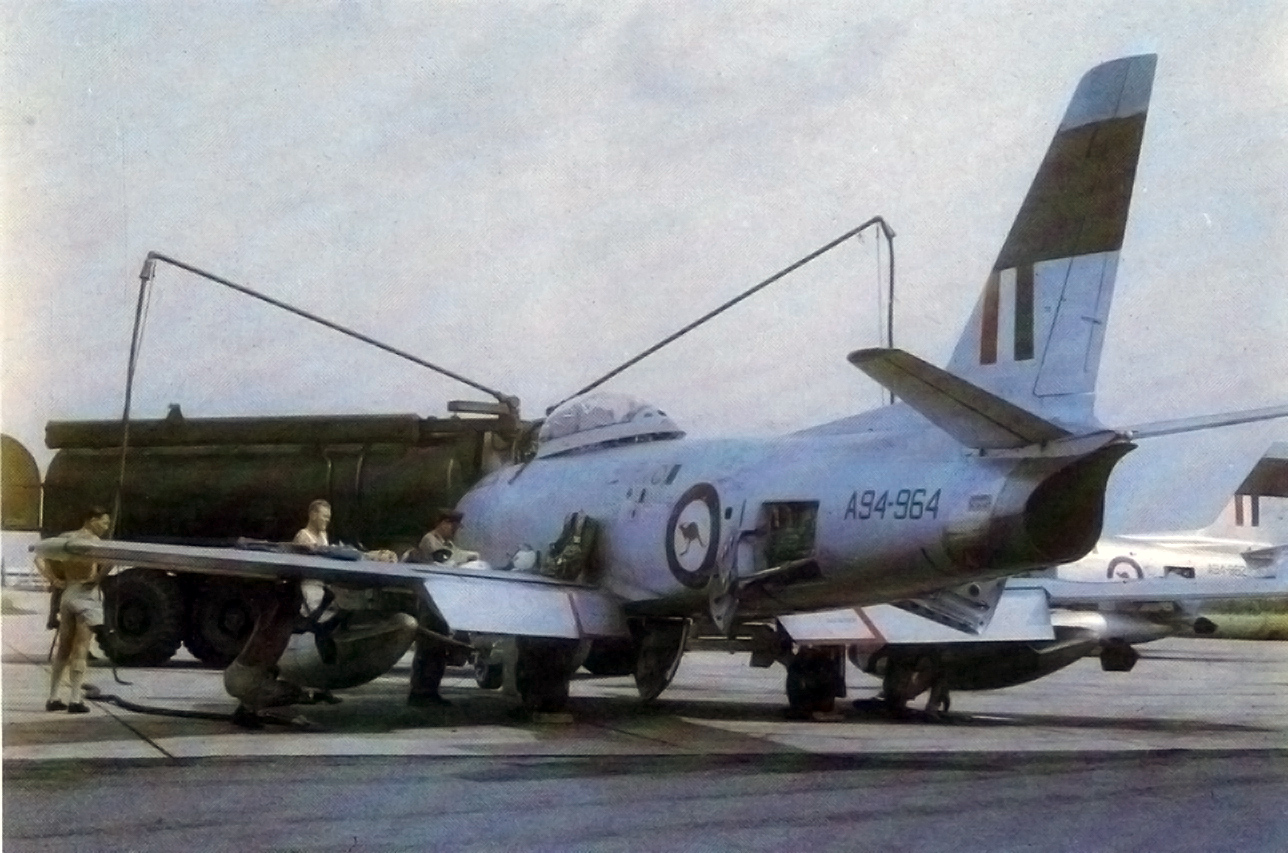
Um CAC Sabre da RAAF na Tailândia, durante os anos 1960

Ray Funnell nasceu no dia 1 de Março de 1935 em Brisbane, Queensland, e estudou na Escola Secundária de Brisbane. Juntou-se ao Corpo de Treino Aéreo da Real Força Aérea Australiana em Janeiro de 1949, e recebeu uma bolsa de treino de voo. Em 1951, com 16 anos, aprendeu a pilotar no Real Aero Club de Queensland. Em Janeiro de 1953, entrou no Colégio da RAAF como cadete, tendo-se graduado com distinção em 1956. Casou-se com Suzanne em 1958, e o casal teve dois filhos. Funnell passou grande parte do início da sua carreira militar a pilotar caças a jacto CAC Sabre na Base aérea de Williamtown, em Nova Gales do Sul, e na Base aérea de Butterworth, na Malásia, além de também ter passado por Ubon, na Tailândia, e por Labuan, na Malásia Oriental. Como Tenente de voo no início dos anos 60, ele deu instrução no de Havilland Vampire na Escola de Treino de Voo Aplicado N.º 1, na Base aérea de Pearce, na Austrália Ocidental. Em 1966, serviu como comandante do Esquadrão N.º 79 em Ubon.
O Líder de Esquadrão Funnell frequentou o RAAF Staff College, em Camberra, entre Janeiro e Dezembro de 1967. Posteriormente, serviu em vários quadros de chefia na RAAF e, em intercâmbio de militares, na Força Aérea dos Estados Unidos. Em 1971 tornou-se no primeiro oficial da RAAF a frequentar o Colégio de Guerra Aérea dos Estados Unidos, no qual concluíu um Mestrado em Ciências Políticas pela Universidade de Auburn. Promovido a Wing Commander, entre 1972 e 1975 foi o comandante do Esquadrão N.º 6 na Base aérea de Amberley, Queensland. O seu mandato coincidiu com a introdução do bombardeiro a jacto General Dynamics F-111C na RAAF. A 8/9 de Abril de 1974, Funnell pilotou um F-111 à volta da Austrália para comemorar a circumnavegação de 1924 do continente australiano, realizada pelo Comandante de asa Stanley Goble e pelo Tenente de voo Ivor McIntyre, num hidroavião Fairey III. Entre 1975 e 1978, foi o líder de uma equipa de planeamento militar de um projecto da Academia das Forças Armadas da Austrália. Serviu também como ajudante-de-campo honorário do Governador-general Sir John Kerr. Em 1977, Funnell foi condecorado com a Medalha Nacional Australiana pelo seu longo serviço, e no ano seguinte recebeu um fecho.

## Generalato
Promovido a Comodoro do Ar, Funnell foi nomeado chefe do gabinete do quartel-general do Comando Operacional em Glenbrook, Nova Gales do Sul, em 1979. Em 1981, em Londres, frequentou o Real Colégio de Estudos de Defesa, e no ano seguinte foi nomeado director-general do Gabinete Militar no Departamento de Defesa, em Camberra. Em Novembro de 1983, foi promovido a Vice Marechal do Ar e tornou-se Chefe dos Planos e Operações da Força Aérea. No dia 10 de Junho de 1985, foi nomeado Oficial da Ordem da Austrália. No mesmo ano, assumiu a posição de Chefe Assistente das Forças Armadas da Austrália. A 6 de Junho de 1986, foi promovido a Marechal do Ar e nomeado Vice-chefe do Estado-maior das Forças Armadas da Austrália; este papel fez dele o responsável pela política, planeamento e operações das Forças Armadas da Austrália.

O estudo e conhecimento do poder aéreo devem ser o elemento central da inteligência corporativa da RAAF.

—Marechal do Ar Funnell, 1989.
No dia 3 de Julho de 1987, Funnel sucedeu ao Marechal do Ar Jake Newham como Chefe do Estado-maior da RAAF, tornando-se no primeiro graduado do Colégio da RAAF a alcançar esta posição; foi também o primeiro com um mestrado. Conhecido pela sua curiosidade intelectual e pelo compromisso do estudo da guerra aérea, Funnell ordenou que em 1989 fosse criado uma instituição educacional, o Centro de Estudos de Poder Aéreo (mais tarde Centro de Desenvolvimento do Poder Aéreo), e doou a biblioteca R. G. Funnell ao RAAF Staff College. O Air Power Manual, o primeiro produto original da RAAF sobre guerra aérea e combate aéreo, foi desenvolvido por uma equipa patrocinada por Funnell, e foi publicado em 1990. Funnell também promoveu a publicação do The Decisive Factor, baseado em textos escritos pelo Vice Marechal do Ar Henry Wrigley, a quem é atribuído o crédito de ter lançado as bases para a fundação da doutrina de poder aéreo da moderna RAAF.
Como Chefe do Estado-maior, Funnell focou-se em tornar a RAAF num "elemento de poder aéreo de uma força de defesa coesa e integrada". O seu mandato viu a continuação da mudança do "centro de gravidade" da RAAF, continuando a passar de sul para o norte da Austrália. A Base aérea de Curtin, no noroeste da Austrália, e a Base aérea de Tindal, no Território do Norte, foram abertas, e continuou-se com o desenvolvimento da Base aérea de Scherger em Queensland. Ao mesmo tempo, as bases do sul da Austrália, incluindo Point Cook, Laverton e as unidades de apoio nas cidades capitais, foram racionalizadas. A força aérea estava no processo de re-equipar os esquadrões de combate que operavam os Mirage III por novos caças F/A-18 Hornet quando Funnell se tornou Chefe do Estado-maior, e teve que lidar com uma escassez de pilotos devido ao tempo extra necessário para a aprendizagem de pilotagem das novas aeronaves. Em Setembro de 1988, ele pilotou um Pilatus PC-9 da RAAF no Bicentenário Australiano. O seu mandato também coincidiu com a Guerra do Golfo; a contribuição da RAAF incluiu o transporte de reféns australianos e equipas médicas. Funnell foi nomeado Companheiro da Ordem do Banho no dia 12 de Junho de 1989 pelo seu serviço como Chefe do Estado-maior, e em 1991 foi condecorado com a medalha norte-americana Legião do Mérito.

## Depois da força aérea
Funnell retirou-se da RAAF depois de terminar o seu mandato, no dia 1 de Outubro de 1992, e foi sucedido pelo Marechal do Ar Barry Gration, um dos colegas do Colégio da RAAF em 1953. O mandato de Funnell, que durou cinco anos, foi o maior desde o mandato do Marechal do Ar George Jones, que serviu durante 10 anos nesta posição, entre 1942 e 1952. Em 1993, Funnell tornou-se director do projecto Colégio de Defesa Nacional. De 1994 até 1998, serviu como o primeiro director do Colégio Australiano de Defesa e Estudos Estratégicos, que mais tarde passaria a designar-se Colégio de Defesa Australiano. Em 1999 tornou-se um consultor, e foi condecorado com a Medalha Centenária pelo "serviço de defesa e humanitário" no dia 1 de Janeiro de 2001. De 2001 até 2009, foi um dos membros do Conselho Consultivo de Ministros para o Contrabando de Pessoas e do Grupo Consultivo de Detenção de Imigração. Ele desmentiu publicamente a contribuição australiana na invasão do Iraque em 2003 mas, uma vez que a contribuição australiana se tornou pública, ele opôs-se à retirada de tropas e advertiu a população sobre demonstrações anti-guerra. Entre 2009 e 2011 Funnell serviu como Vice-presidente do Conselho de Serviços de Imigração e Resolução de Status, e tornou-se Vice-presidente do Conselho do Ministro Federal de Asilo e Detenção em 2012. As suas actividades recreativas incluem motociclismo, fotografia, caminhar e andar de bicicleta.